# Gare de Nouzonville
Ne doit pas être confondu avec Gare de Bouzonville.
La gare de Nouzonville est une gare ferroviaire française de la ligne de Soissons à Givet, située sur le territoire de la commune de Nouzonville, dans le département des Ardennes en région Grand Est. 
Elle est mise en service en 1859 par la Compagnie des chemins de fer des Ardennes. C'est une gare de la Société nationale des chemins de fer français (SNCF), desservie par des trains TER Grand Est.

## Situation ferroviaire
Établie à 143 m d'altitude, la gare de Nouzonville est située au point kilométrique (PK) 149,621 de la ligne de Soissons à Givet, entre les gares ouvertes de Charleville-Mézières et de Joigny-sur-Meuse.
Elle dépend de la région ferroviaire de Reims. Elle dispose de deux voies principales (1 et 2) et de deux quais d'une « longueur continue maximale » (longueur utile) de 201 m pour le quai X de la voie 2 et de 206 m pour le quai Y de la voie 1.

## Histoire
La Compagnie des chemins de fer des Ardennes met en service la station de Nouzon et la section venant de Charleville, le 14 septembre 1859. La section suivante jusqu'à Givet est ouverte le 28 avril 1862.
Le bâtiment voyageurs date de l'ouverture de la ligne, il est notamment identique à ceux des gares de Fumay et Vireux-Molhain.
Il s'agit d'un bâtiment standard de la Compagnie des Ardennes, de style néoclassique, qui comporte un corps de logis à étage de trois travées sous toiture à deux croupes ainsi que deux ailes basses symétriques, lesquelles comportent deux travées, et dont la toiture se termine par une croupe. Tous les percements recourent à l'arc bombé ; la façade est recouverte d'enduit et comporte des bandeaux et encadrements en pierre de taille.
À la demande de la poste, la ville prend le nom de Nouzonville le 24 octobre 1921.

## Fréquentation
Selon les estimations de la SNCF, la fréquentation annuelle de la gare figure dans le tableau ci-dessous
.
| Année     | 2015   | 2016   | 2017   | 2018   | 2019   | 2020   | 2021   | 2022   | 2023   | 2024   |
| --------- | ------ | ------ | ------ | ------ | ------ | ------ | ------ | ------ | ------ | ------ |
| Voyageurs | 39 711 | 37 045 | 30 330 | 22 648 | 22 170 | 20 182 | 33 050 | 46 478 | 56 137 | 63 720 |

## Service des voyageurs

### Accueil
Gare SNCF, elle dispose d'un bâtiment voyageurs avec un guichet ouvert du lundi au samedi et fermé les dimanches et fêtes. Elle est équipée d'automates pour l'achat des titres de transport. 
Une passerelle permet le passage d'un quai à l'autre.

### Desserte
Nouzonville est desservie par des trains TER Grand Est circulant entre les gares de Charleville-Mézières et Givet, via Revin.

### Intermodalité
Un parc pour les vélos et un parking pour les véhicules sont aménagés.